# Юрай Габделич
Юрай Габделич (хорв. Juraj Habdelić; 1609 — 27 листопада 1678) — хорватський письменник та граматик часів бароко, єзуїт.

## Життєпис
Народився у 1609 році у містечку Старе Чиче (неподалік м.Велика Гориця, Хорватія), яке на той час входило до держави Габсбургів. Спочатку навчався у гімназії у Загребі, потім вивчав філософію в університеті міста Грац, теологію у місті Трнава. По закінченню курсу навчання Габделич працював учителем у Рієці, Вараждині та Загребі, де він став ректором єзуїтського колегіуму, а потім керівником семінарії. Помер у 1678 році у Загребі.

## Творчість
Юрай Габделич є автором численних морально-дидактичних творів на основі християнства, які за його час користувалися великою шаною. Водночас у своїх працях відстоював спокій у державі, виказував підтримку уряду та знаті на противагу селянам. Серед найвідоміших творів Габделича — «Перший гріх батька нашого Адама» (1674 рік), «Дзеркало Святої Марії» (1662 рік). Вони складені кайкаючим діалектом хорватської мови.
Також Габделич серйозно займався питаннями хорватської граматики. У 1670 році випустив «Словник або Слов'янські слова», що стало значним досягненням в лінгвістиці хорватської мови.